# کلاوس فیشر
کلاوس فیشر (به آلمانی: Klaus Fischer) بازیکن فوتبال و مهاجم اهل آلمان است که از سال ۱۹۷۷ میلادی عضو تیم ملی فوتبال آلمان بوده‌است. وی در ۴۵ بازی ملی حضور داشته است و آخرین بازی ملی خود را در سال ۱۹۸۲ میلادی انجام داد. کلاوس فیشر در بازی‌های ملی‌اش ۳۲ گل به ثمر رساند.